# Escut de Llíria
L'escut de Llíria és un símbol representatiu oficial de Llíria, municipi del País Valencià, a la comarca del Camp de Túria. Té el següent blasonament:
| « | Escut quadrilong de punta redona. En camp d'atzur un castell amb tres torres d'or, maçonat de sable i aclarit de gules. En cap, sobre la torre principal, un lliri amb tres flors del seu color. Al tot, quatre torres d'or unides per un mur del mateix metall. Per timbre, corona reial oberta. | » |

## Història

Primitiu escut de Llíria que hi apareix a l'església de la Sang de Llíria.

Antigament Llíria utilitzà un escut caironat, amb els quatre pals de gules en camp d'or o senyal reial, ressaltat d'un lliri. Aquest escut encara es pot observar al teginat mudèjar de l'Església de la Sang de Llíria (segle xiii) i a la clau de la volta situada sobre la Porta dels Hòmens de la mateixa església (segle XIV). També es pot observar, ja sense cairó i amb tres lliris, a les tapes de pergamí del Llibre de Juraderia de la vila de Llíria de l'any 1480, conservat a l'Arxiu del Regne de València. Els quatre pals indicaven que la Vila n'era una Vila Reial, és a dir, que depenia directament del Rei i no tenia cap altre senyor. El lliri era un senyal parlant al·lusiu al nom de la ciutat.
A partir del segle xvii aquest escut evolucionà, els lliris continuaren com a element principal, però hi apareixen sobre un castell envoltat d'una muralla, i tot sobre un camper d'atzur. Les primeres representacions d'aquest nou escut es poden trobar a l'església de l'Assumpció (segle XVII). El castell fa referència al caràcter defensiu de la ciutat.
Així doncs, es tracta d'un escut d'ús immemorial. Va ser rehabilitat per Resolució de 19 de febrer de 2002, del conseller de Justícia i Administracions Públiques, publicada en el DOGV núm. 4.209, de 13 de març de 2002.

## Imatges

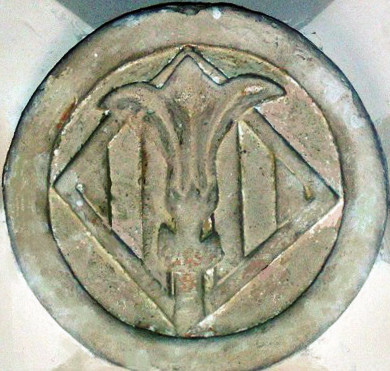
Clau de Volta, segle xiv.
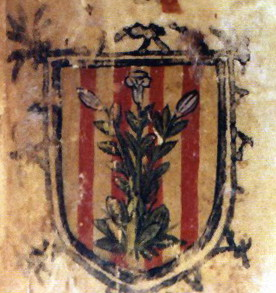
«Llibre de Juraderia», Vila de Llíria, 1480.
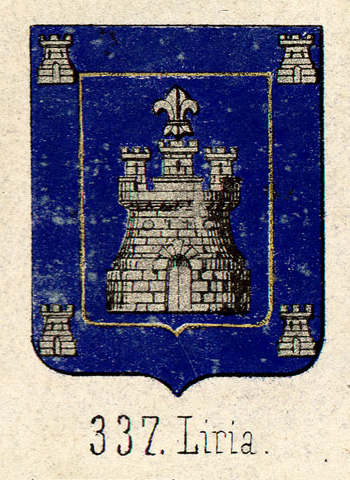
Escut de Llíria al «Trofeo heroico», de Piferer, 1860.
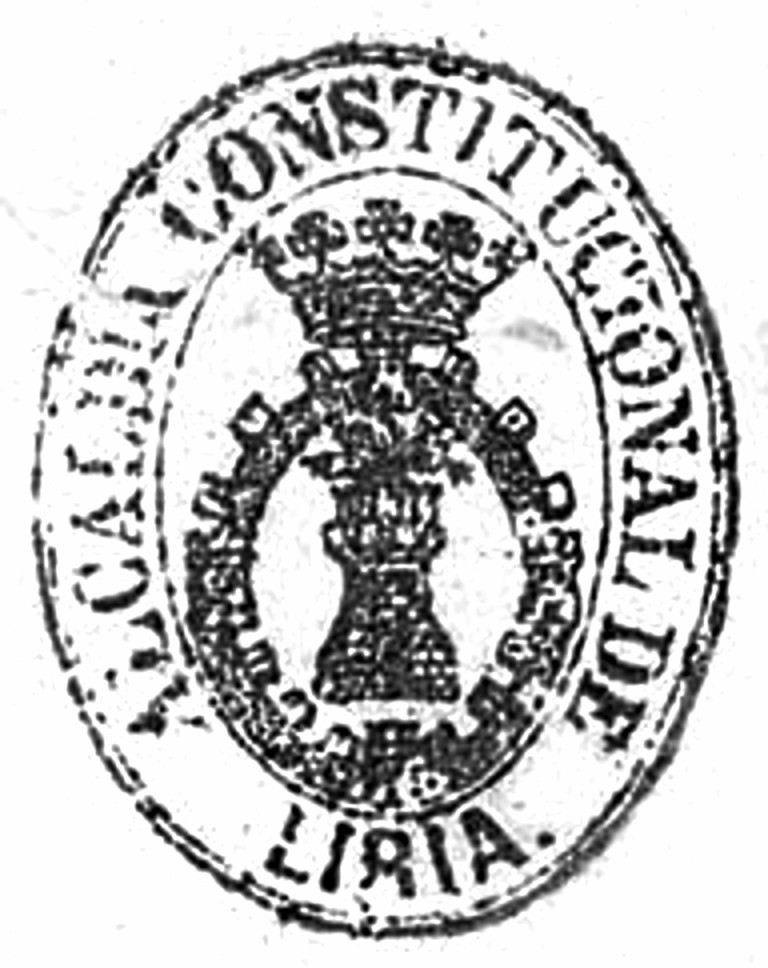
Segell de Llíria, AHN, 1871.
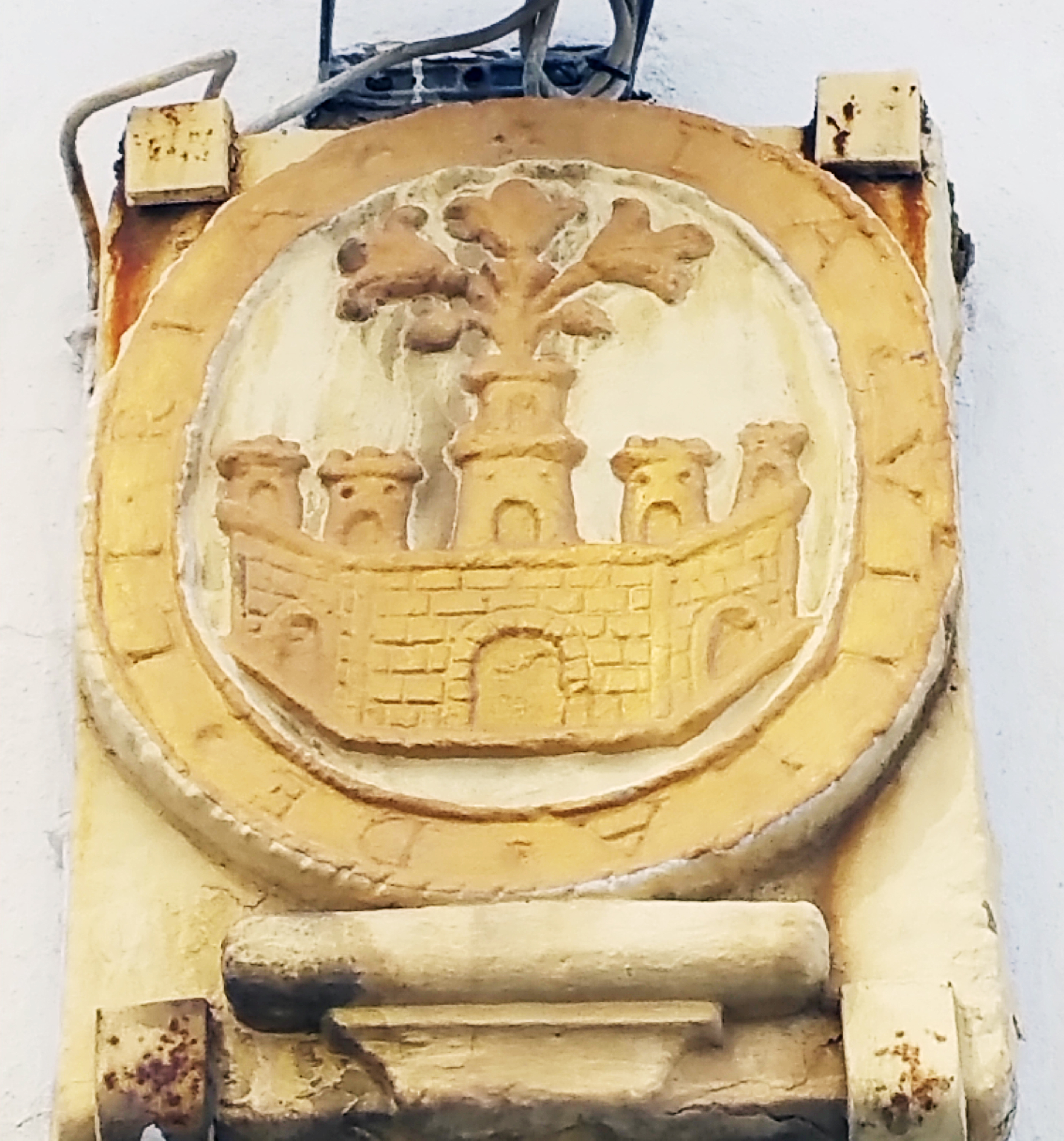
Damunt de l'entrada de la piscina municipal.
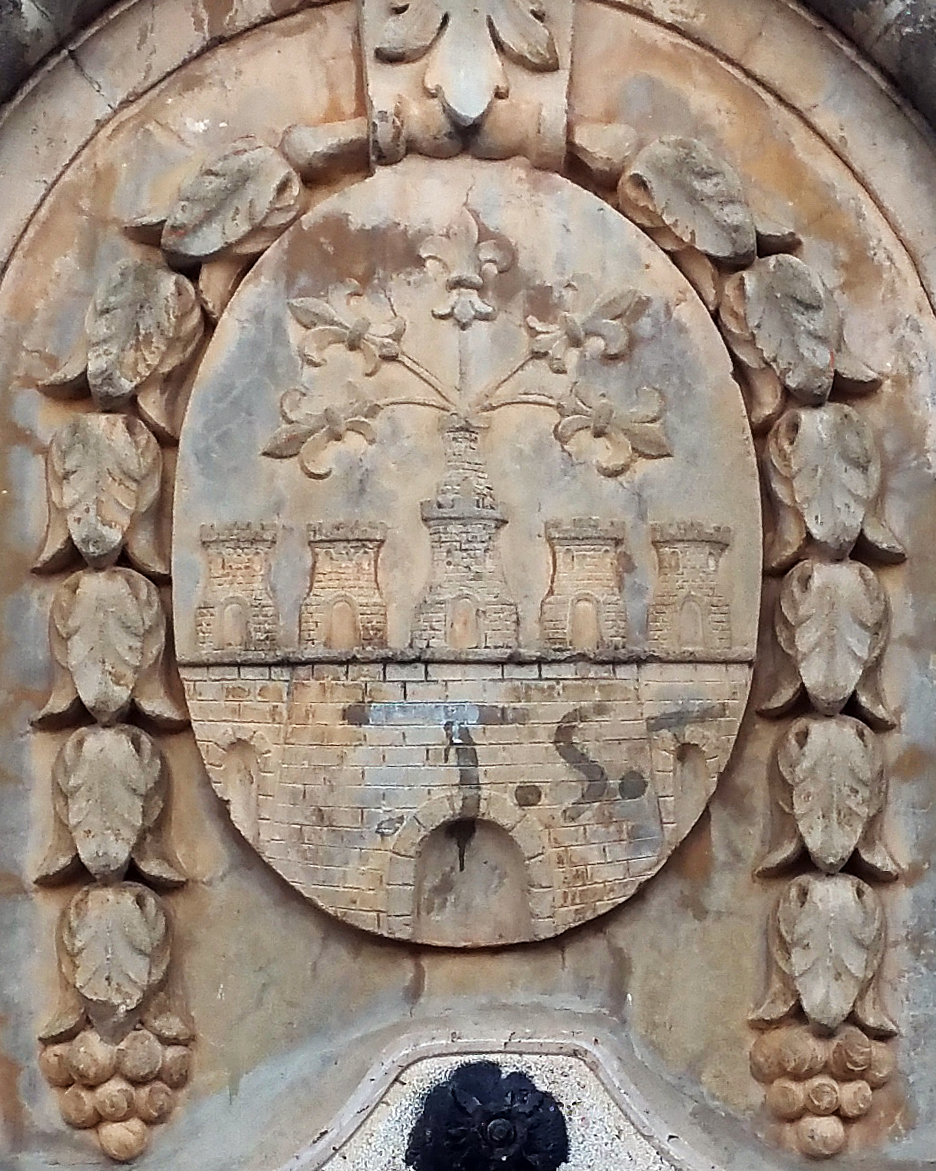
Font de la Plaça del Molí de l'Om.
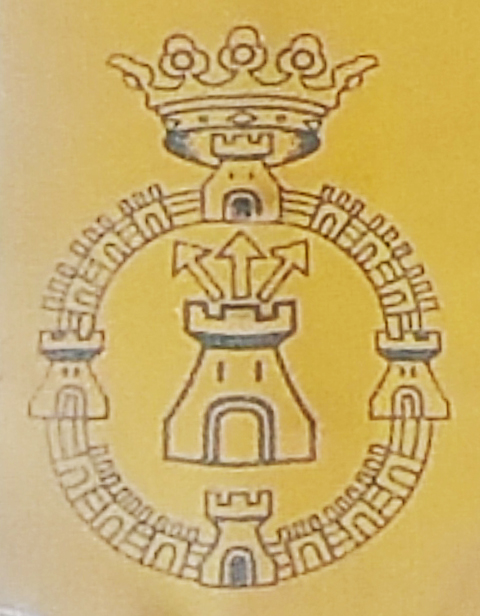
En un gual.
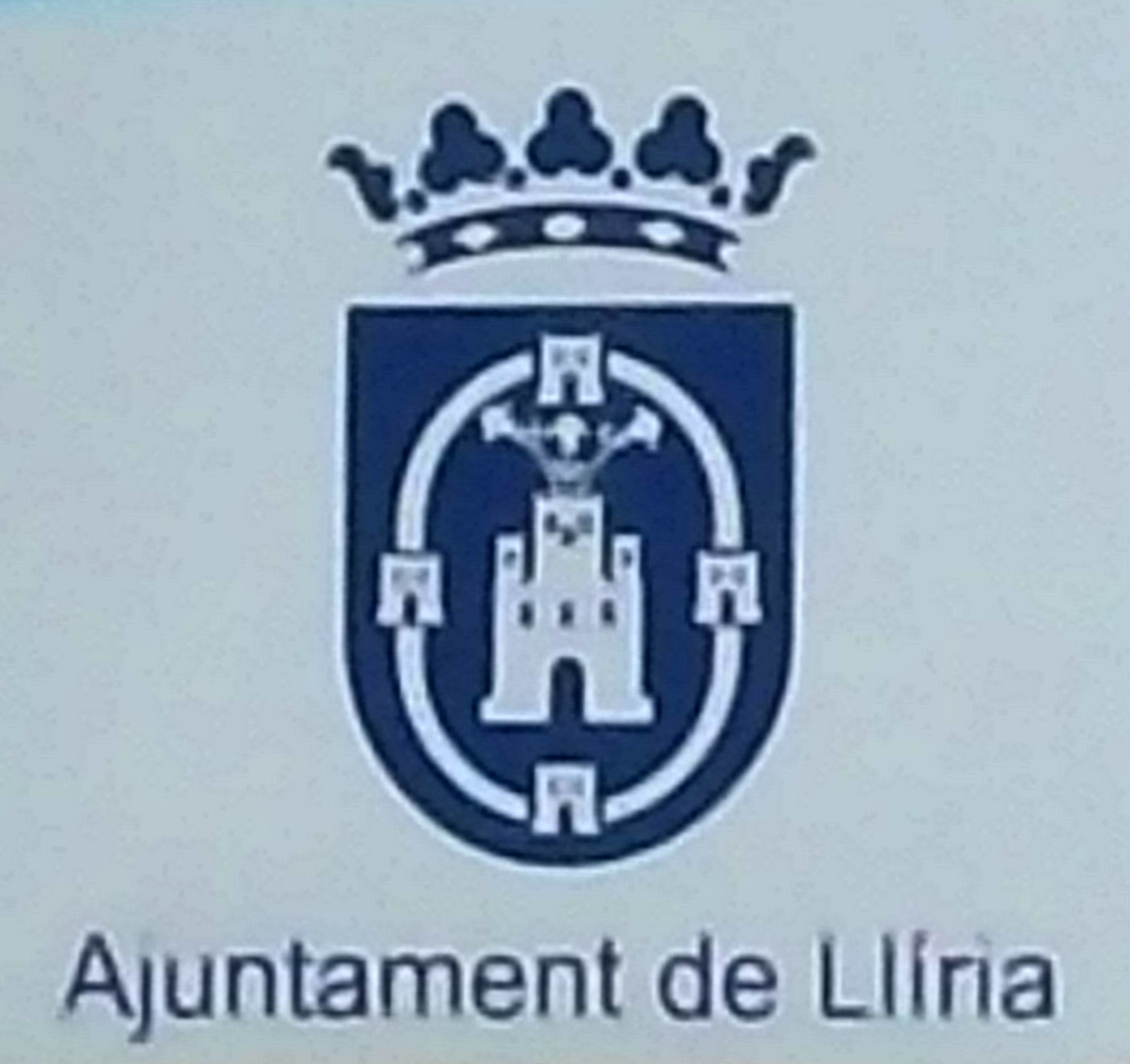
Isotip de l'Ajuntament.
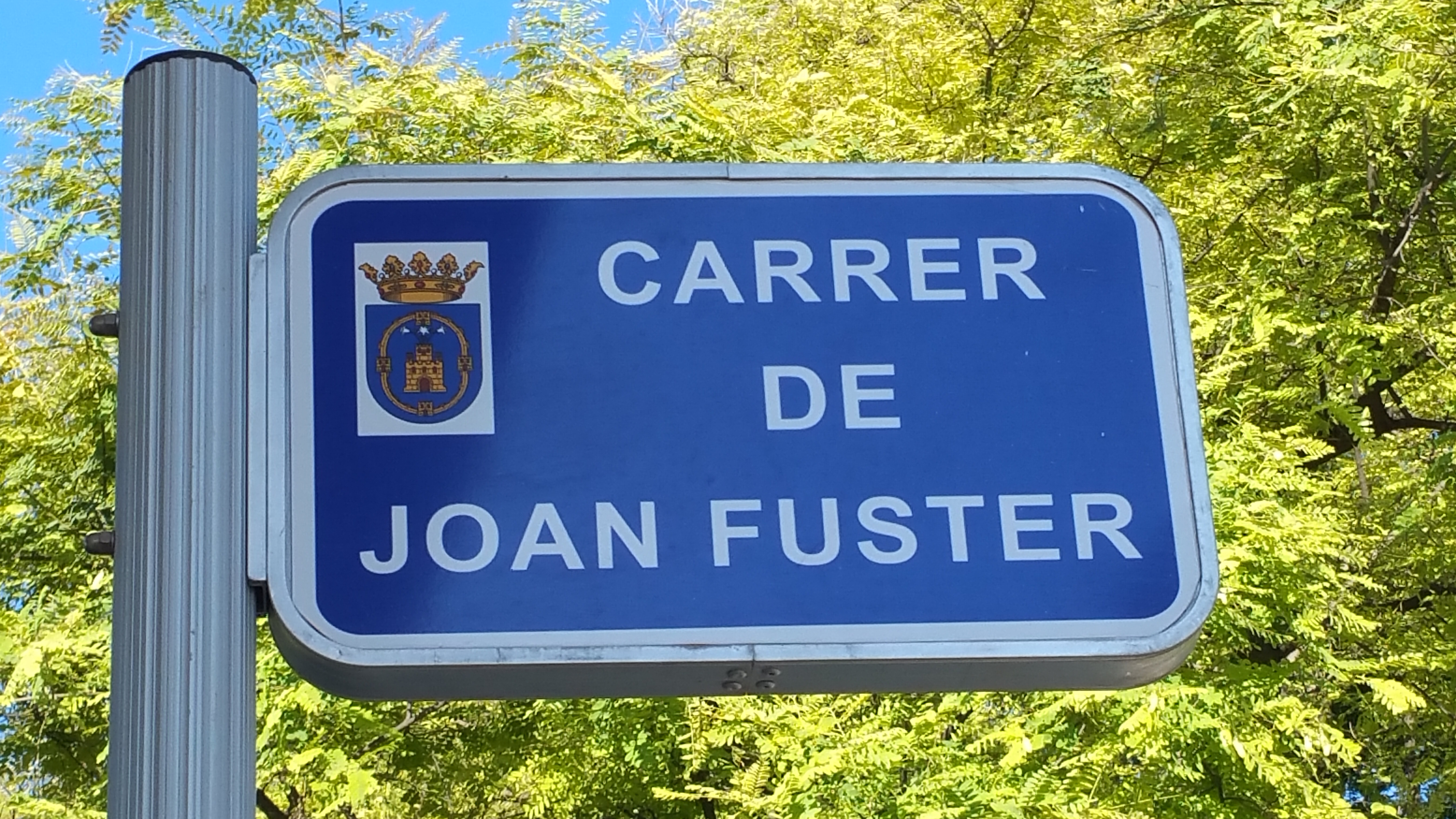
Placa de carrer, amb l'escut.